# 竹口镇
竹口镇，是中华人民共和国浙江省丽水市庆元县下辖的一个乡镇级行政单位。

## 行政区划
竹口镇下辖以下地区：
崔家田村、大泽村、岩后村、陈龙溪村、竹上村、竹中村、竹下村、平岭岗村、良秋村、黄坛村、新窑村、上洋村、龙口村、后楼村、蔡双村和上坑村。